# 1035 w polityce

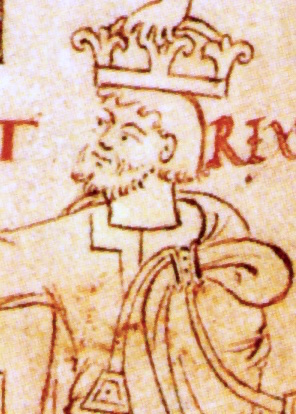
Knut Wielki

Wydarzenia polityczne w 1035 roku.

## Wydarzenia
- Magnus I Dobry zostaje królem Norwegii[1].
- Powstanie chłopów we Flandrii („głodny bunt”)[2].

## Zmarli
- Astryda obodrycka, królowa szwedzka[potrzebny przypis].
- Astryda Olofsdotter, królowa norweska, żona Olafa II Świętego[3], pasierbica Astrydy obodryckiej.
- Robert I Wspaniały, książę Normandii, ojciec Wilhelma Zdobywcy[4].
- 18 października Sancho III Wielki, król Nawarry[5][6].
- 4 listopada Jaromir, książę czeski[7].
- 12 listopada Knut Wielki, król Anglii[8].